# Robert Field Stockton
Robert Field Stockton (ur. 20 sierpnia 1795, zm. 7 października 1866) – amerykański wojskowy i polityk. 
W 1811 roku wstąpił do Marynarki Wojennej Stanów Zjednoczonych. Brał udział w wojnie brytyjsko-amerykańskiej, wojnie z Algierem i wojnie amerykańsko-meksykańskiej. Podczas tej ostatniej przyczynił się do zdobycia stolicy Meksyku w Kalifornii. W marynarce wojennej uzyskał stopień wojskowy komodora. 
W 1850 roku przeszedł do służby cywilnej. W latach 1851–1853 z ramienia Partii Demokratycznej reprezentował stan New Jersey w Senacie Stanów Zjednoczonych. Zmarł 7 października 1866 w Princeton, New Jersey, gdzie jest pochowany.
Od jego nazwiska pochodzi nazwa miasta Stockton w Kalifornii.
Jego ojciec, Richard Stockton, również reprezentował stan New Jersey w senacie Stanów Zjednoczonych, a jego dziadek, również Richard Stockton, był jednym z sygnatariuszy deklaracji niepodległości Stanów Zjednoczonych.